# Le Duc de Reichstadt, Napoléon II (1811-1832)
Pour plus de détails, voir Fiche technique et Distribution.
Le Duc de Reichstadt, Napoléon II (1811-1832) est un film muet français réalisé par Georges Denola, sorti en 1911.

## Fiche technique
- Titre : Le Duc de Reichstadt, Napoléon II (1811-1832)
- Réalisation : Georges Denola
- Scénario :
- Photographie :
- Montage :
- Producteur :
- Société de production : Pathé Frères
- Société de distribution :  Pathé Frères
- Pays d'origine :  France
- Langue : film muet avec les intertitres en français
- Métrage : 270 mètres
- Format : Noir et blanc — 35 mm — 1,33:1 — Muet
- Genre : Film dramatique, Film historique
- Durée : 9 minutes
- Dates de sortie :
  -  France : 21 avril 1911

## Distribution
- Berthe Bovy